# Hydrellia prudens
Hydrellia prudens är en tvåvingeart som beskrevs av Cresson 1930. Hydrellia prudens ingår i släktet Hydrellia och familjen vattenflugor. Inga underarter finns listade i Catalogue of Life.